# Kanton Pléneuf-Val-André
Kanton Pléneuf-Val-André (fr. Canton de Pléneuf-Val-André) je francouzský kanton v departementu Côtes-d'Armor v regionu Bretaň. Tvoří ho pět obcí.

## Obce kantonu
- Erquy
- Planguenoual
- Pléneuf-Val-André
- Plurien
- Saint-Alban